# Johan Wilman
Johannes Theodorus (Johan) Wilman (Hilversum, 8 oktober 1921 – 2009) was een Nederlands werktuigkundig ingenieur en klokkenluider. Na ten onrechte van communistische sympathieën te zijn beschuldigd werd hij decennia gedwarsboomd door de Binnenlandse Veiligheidsdienst (BVD) waardoor zijn maatschappelijke carrière werd verwoest. Hij nam in 1999 noodgedwongen genoegen met een schadevergoeding van 100.000 gulden.
Wilman werd geboren als zoon van Eelze Wilman, een in Oostdongeradeel geboren stoommachinist bij de Nederlandse Spoorwegen (NS) die lid was van de SDAP. Als kind kreeg Wilman vioolles van Oskar Back. Hij behoorde met Herman Krebbers en Theo Olof tot Backs beste leerlingen, maar ging werktuigbouwkunde studeren aan de Technische Hogeschool Delft, waar hij in 1943 op 21-jarige leeftijd afstudeerde als werktuigbouwkundig ingenieur.

## Rotterdamsche Droogdok Maatschappij
In 1946 werd hij tijdelijk assistent bij prof. dr. ir. W.F. Brandsma op het Metallografisch Laboratorium van de TH Delft. Toen de Rotterdamsche Droogdok Maatschappij (RDM) problemen had bij de fabricage van schroefassen voor marineschepen, vroeg het bedrijf of de TH de zaak kon onderzoeken. Brandsma stuurde Wilman naar de RDM. Wilman ontdekte dat de RDM een verkeerde manier van smeden gebruikte. Hij ontwikkelde een betere methode en hielp met andere problemen. Na acht maanden vertrok hij in 1947 bij de RDM, omdat hij een baan bij het Seinwezen van de NS kon krijgen. Wilman was bezeten van treinen en had altijd al bij de NS willen werken, dus hij greep zijn kans. De NS werden echter beschouwd als een militair-strategisch bedrijf, en daarom werd Wilman voor zijn functie gescreend. Hierna werd hij aangenomen.
In 1949 werd hij echter als enige van zijn lichting opgeroepen om alsnog zijn militaire dienstplicht te vervullen, hoewel na de Tweede Wereldoorlog zijn hele lichting, die oorspronkelijk in 1941 had moeten opkomen, buitengewoon dienstplichtig was verklaard. Omdat hij bij de Koninklijke Marine in een vertrouwenspositie zou worden geplaatst, vond weer een antecedentenonderzoek plaats. Op 17 november 1949 meldde de Inlichtingendienst van de Rotterdamse politie dat noch Wilman noch diens familie in hun administratie voorkwamen. Wilman was nu 28 jaar oud en zou bij de marine de rang van luitenant-ter-zee bereiken. De NS hadden toegezegd dat hij na het vervullen van zijn militaire dienstplicht zou kunnen terugkeren.
Wilman werd belast met controle op de bouw van onderzeebootjagers, met name toezicht op materiaalkeuringen. Hij kwam vaak inspecteren bij machinefabriek Demka in Utrecht en kwam ook controleren bij de RDM. Demka maakte turbinehuizen voor de RDM en probeerde volgens Wilman vaak gietstukken af te leveren waar fouten in zaten. De RDM stond volgens hem bekend als een bedrijf waar veel werd gerotzooid. In 1950 verscherpte de marine de controle, en mede dankzij Wilman liep de RDM een opdracht voor de fabricage van holle schroefassen mis.

## Een rare snuiter
Op 20 februari 1950 belde een kapitein Thijssen van de Luchtstrijdkrachten de BVD, met de mededeling dat Wilman in 1946 of 1947 de krant De Waarheid zou hebben gelezen en vermoedelijk was aangesloten bij de CPN. In september van dat jaar schreef luitenant ter zee G. Kruys, hoofd van sectie III van de Marine Inlichtingen Dienst (Marid), aan de BVD dat Wilman bij de RDM een rare snuiter en een echte proletariër werd genoemd die zich onder de arbeiders bewoog. Hij zou communistisch georiënteerd zijn, evenals zijn vader. In werkelijkheid had Wilman alleen tijdens de Tweede Wereldoorlog weleens iets met De Waarheid te maken gehad. Hij gaf toen soms aan De Waarheid een bericht door dat hij met een zelfgebouwde radio via de BBC had opgevangen.
Begin 1951 hoorde hij dat een marineofficier bij Demka op de werkvloer naar hem had geïnformeerd. Het einde van zijn diensttijd kwam ook in zicht, maar hoewel de NS destijds had toegezegd dat hij zou kunnen terugkeren schreef het Seinwezen hem op 6 maart 1951 een briefje dat hij niet kon terugkeren. Nu moest Wilman dus naar een andere betrekking solliciteren en daarom vroeg hij in mei 1951 een verlenging van zijn diensttijd aan. Zijn superieur, kapitein-luitenant-ter-zee Vos, werkte daar graag aan mee, en vroeg zelfs of Wilman na afloop van zijn diensttijd niet als burgerambtenaar bij de marine wilde werken. De verlenging werd echter afgewezen wegens een ongunstig rapport. Vos wist niets van zo'n rapport en beloofde de zaak te zullen uitzoeken.

## Steeds weer afgewezen
Maar ineens wilde Vos niets meer met Wilman te maken hebben. Deze zwaaide in de zomer van 1951 af en begon te solliciteren. Hij werd steevast uitgenodigd voor een gesprek, en kreeg na afloop vaak te horen dat hij vrijwel zeker zou worden aangenomen, maar werd vervolgens steeds weer afgewezen zonder dat hij begreep waarom. Inmiddels had hij zijn latere echtgenote ontmoet. Wilman wilde echter niet trouwen voor hij een betrekking had gevonden. Hij was er inmiddels wel achter gekomen dat Vos een ongunstige beoordeling over hem had geschreven en schakelde de Commissie voor de verzoekschriften van de Tweede Kamer in. Staatssecretaris Moorman van Marine erkende vervolgens dat de beoordeling van Wilman onterecht ongunstig was en dat Vos voorbarig had geoordeeld. Omdat volgens Moorman geen aanstaande werkgever van Wilman bij de marine had geïnformeerd, konden de afwijzingen die Wilman had ontvangen echter niet aan de marine liggen.
Pas veel later zou blijken dat in juni 1951 een onbekend gebleven lid van de Tweede Kamer zich tot de secretaris-generaal van het ministerie van Oorlog had gewend met de klacht "dat Wilman in de zeedienst wordt gehandhaafd en zelfs belast is met gerubriceerde productie". Dit Kamerlid was daartoe vrijwel zeker aangezet door een directielid van de RDM, ir. Kornelis van der Pols, een actief VVD-lid met goede contacten binnen die partij. (Van 1963 tot 1969 zou Van der Pols zelfs partijvoorzitter zijn.)
Wilman had ook verschillende keren bij de gemeente Rotterdam gesolliciteerd. Ook daar werd hij steeds afgewezen. In 1958 hoorde hij van een personeelsfunctionaris van de gemeente dat er een geheim rapport over zijn politieke antecedenten bestond. Wilman schakelde het NVV in en secretaris H. Korte nam contact op met BVD-ambtenaar drs. A. Kuijpers. Nadat die had gemeld dat Wilman dacht door een soort samenzwering te worden achtervolgd liet het NVV Wilman vallen. Deze schreef nu een brief aan minister Suurhoff die hem daarop bij brief van 19 juli 1958 betichtte van het lijden aan een waandenkbeeld.
Wilmans vroegere chef bij de TH, professor Brandsma, regelde in de zomer van 1959 een gesprek bij Reactor Centrum Nederland (RCN) te Scheveningen. Hoewel Wilman daar van harte welkom was ging een baan aan zijn neus voorbij. Volgens professor M. Boogaard van RCN omdat geen goedkeuring van de BVD was verkregen.

## Minister Toxopeus
In 1960 kreeg Wilman in een gesprek met de Vaste Kamercommissie voor de inlichtingen- en veiligheidsdiensten te horen dat er een 'bezwarend' dossier over hem bestond en dat hij reeds lang bij de BVD geregistreerd was als lid en propagandist van de Eenheids Vakcentrale (EVC), zulks op aanwijzingen van directieleden van de RDM. Wilman werd hier zo boos over dat bij de commissie twijfel ontstond aan de juistheid van het BVD-dossier. De minister van Binnenlandse Zaken werd verzocht een onderzoek in te stellen. Minister Toxopeus achtte zo'n onderzoek echter niet wenselijk, rapporteert hij vertrouwelijk aan de commissie, "omdat de man van de RDM, die de oorspronkelijke inlichtingen verstrekte, schade zou kunnen lijden".
Toxopeus beloofde echter dat Wilman geen hinder van de BVD meer zou ondervinden. Brands arrangeerde een gesprek met prof. Boogaard van het RCN, en in 1962 werd Wilman aangenomen. Ook PvdA-senator George Cammelbeeck zou hiermee bemoeienis hebben gehad.
In de periode 1962-1967 werkte Wilman bij het RCN, tot volle tevredenheid van zijn werkgever. Hij deed twee uitvindingen die door RCN in diverse landen werden gepatenteerd. Maar hij werd steeds buiten werkoverleg gehouden, en werd bij promoties gepasseerd, ondanks zijn goede staat van dienst. Zijn chef was tenslotte een net aan de TH afgestudeerde ingenieur. Toen Wilman zijn directeur om opheldering vroeg kreeg hij te horen dat hij zich gezien zijn verleden maar moest schikken. Hij wist niet dat de BVD hem vanaf 1963 bij zijn nieuwe werkgever had zwartgemaakt en had gerapporteerd dat er weliswaar politiek gezien niets op Wilman viel aan te merken maar dat hij 'verdomd lastig' was.

## Ontslag
Wilman vroeg een gesprek aan met het bestuur van het RCN, dat een gesprek weigerde en in december 1967 bij het gewestelijk arbeidsbureau een ontslagvergunning aanvroeg. Wilman werd per 14 februari 1968 ontslagen. Hij vocht het ontslag aan en werd in het gelijk gesteld. De arbeidsverhoudingen waren echter verziekt, en daarom kon hij niet terugkeren bij het RCN. Wel moest het RCN aan Wilman een schadevergoeding betalen.

Wilman was nu 47 jaar oud. Hij zou nooit meer een betaalde functie uitoefenen, maar dat wist hij nog niet. Inmiddels was zijn dochter geboren en zijn vrouw ging aan het werk en werd nu kostwinner.
Hij had op 15 december 1967 de Vaste Kamercommissie voor de inlichtingen- en veiligheidsdiensten ingeschakeld. Deze vond in 1973, zeven jaar later, dat 'maatschappelijke rehabilitatie' op zijn plaats was. Het kabinet-Den Uyl zou Wilman 'een bij zijn wetenschappelijke kwaliteiten passend onderzoeksproject' moeten laten uitvoeren. Minister Trip (PPR) van Wetenschapsbeleid nodigde Wilman op 17 november 1975 uit voor een gesprek. Hij beloofde Wilman een onderzoeksopdracht.
Intussen had de commissie voor de verzoekschriften in 1971 een onderzoek ingesteld. De commissie vond destijds dat niet was gebleken dat een overheidsinstantie zich zodanig onjuist had gedragen dat er aanleiding bestond voor het nemen van maatregelen. De BVD zou nimmer ongunstig hebben geoordeeld. Belangrijke stukken uit het dossier bleken echter zoek. Geconcludeerd werd wel dat in 1951 de aandacht van de BVD op Wilman was gevestigd, maar waarom dat was gebeurd viel niet meer na te gaan.
Van de eenmans onderzoeksopdracht die Wilman weer in het zadel moest helpen kwam intussen niets terecht. Minister Trip berichtte ten slotte dat het zoeken naar een opdracht tot niets had geleid en dat de mogelijkheden nu waren uitgeput.

## Recidivist
Wilman eiste in 1981 in een civiele procedure schadevergoeding van de staat. De rechtbank beschikte echter niet over het dossier dat de BVD had bijgehouden en achtte het "niet aannemelijk" dat er een causaal verband bestond tussen het optreden van de BVD en de mislukte carrière van Wilman.
Wilman verzocht nu om gesprekken met de Vaste Kamercommissie voor de inlichtingen- en veiligheidsdiensten maar zijn brieven werden niet beantwoord. In 1991 kreeg hij een van zijn verzoeken retour met daarbij een memo dat kennelijk voor een secretaresse was bestemd, en waarin hij werd omschreven als 'recidivist'.
Inmiddels had Wilman in 1986 via de rechter inzage afgedwongen in het dossier dat de BVD over hem had bijgehouden. Zo ontdekte hij dat de BVD jarenlang tegen hem had gewaarschuwd bij sollicitaties.

## Rehabilitatie
Zeven jaar later (in 1993) werd de zaak-Wilman behandeld in een aflevering van het RVU-programma Dossier Weerwerk, gemaakt door Erik Latour. De uitzending leidde ertoe dat in de Tweede Kamer werd aandrongen op rehabilitatie, en de zaak werd opnieuw geopend.
Tijdens een Kamerdebat op 17 februari 1994 zegde minister Van Thijn na aandringen van de Tweede Kamer toe te zullen onderzoeken hoe de zaak-Wilman kon worden afgesloten. GroenLinks meende dat er reden was om schadevergoeding toe te kennen. Begin augustus 1994 bood minister De Graaff-Nauta, die Van Thijn na de IRT-affaire was opgevolgd, Wilman 50 duizend gulden aan op 'humanitaire gronden'. Wilman vond deze vorm van genoegdoening een belediging, en meende dat geen recht was gedaan omdat het aanbod geen rehabilitatie inhield. Volgens het Ministerie van Binnenlandse Zaken echter was het handelen van de BVD destijds 'gerechtvaardigd' en kon van rehabilitatie geen sprake zijn. Een verzoek van Wilman voor een persoonlijk onderhoud wees de minister af. Kamerlid Dick de Cloe (PvdA) wilde de zaak in het najaar van 1994 opnieuw aan de orde stellen; de regering moest erkennen dat de BVD fout had gehandeld, vond De Cloe.
Op 16 februari 1998 stuurde Wilmans advocaat een brief aan het kabinet-Kok. Het onafhankelijke rekencentrum Valau uit Ede had uitgerekend dat de werkelijke schade voor Wilman - het verlies aan verdienvermogen - ten minste anderhalf miljoen gulden bedroeg. Wilman verzocht om een minnelijke schikking. Hij was bereid genoegen te nemen met de helft van het bedrag, plus een immateriële schadevergoeding van 50 duizend gulden voor het leed dat hem en zijn gezin vanaf 1950 was aangedaan, samen acht ton. In november 1999 werd bekend dat de Nederlands Staat Wilman één ton belastingvrij zou uitkeren.
Op 19 oktober 1999 bood minister Peper van Binnenlandse Zaken Wilman honderdduizend gulden smartengeld. In zijn brief van 19 oktober schreef de bewindsman dat hij zijn aanbod niet alleen zag als een menselijk gebaar, maar ook als een poging bij te dragen aan de rehabilitatie waarvan hij eerder had gesproken.
Medio juli 2000 schreven vier Kamerleden aan minister van Binnenlandse Zaken Roger van Boxtel (die de wegens de stadhuis-affaire afgetreden minister Peper was opgevolgd) een brief waarin ze pleitten voor een aanzienlijk hogere vergoeding. Ze trokken daarbij een vergelijking met de zaak-Oltmans. Op 21 september 2000 verklaarde minister De Vries, die bij het aantreden van het kabinet-Kok II van Boxtel was opgevolgd als minister van Binnenlandse Zaken, zich niet bereid een royaler gebaar te maken. Hij vond dat Wilman de zaak zelf had afgesloten door de schadevergoeding van 1 ton te aanvaarden. Bovendien achtte hij het niet bewezen dat de BVD Wilmans leven opzettelijk had verwoest.
Wilman was gehuwd met Corrie Wilman-Meijer, en had met haar een dochter.